# Katrina Adams
Katrina Adams (Chicago, Illinois, 1968. augusztus 5. –) amerikai teniszezőnő. 1984-ben kezdte profi pályafutását, huszonegy páros WTA-torna győztese. Legjobb világranglistán elért egyéni helyezése hatvanhetedik volt, ezt 1989 májusában érte el.

## Év végi világranglista-helyezései
| Év       | 1987 | 1988 | 1989 | 1990 | 1991 | 1992 | 1993 | 1994 | 1995 | 1996 | 1997 |
| Helyezés | 158. | 105. | 86.  | 254. | 93.  | 143. | 179. | 143. | 113. | 120. | 279. |